# Puivert
Puivert är en kommun i departementet Aude i regionen Occitanien  i södra Frankrike. Kommunen ligger  i kantonen Chalabre som ligger i arrondissementet Limoux. År 2022 hade Puivert 461 invånare.

## Befolkningsutveckling
Antalet invånare i kommunen Puivert
Referens: INSEE